# Élections législatives kazakhes de 1974
Des élections législatives se sont tenues au Kazakhstan en 1989.